# The Bastard Executioner
The Bastard Executioner ist eine US-amerikanische Historienserie von Regisseur Kurt Sutter. Sie wurde für den Sender FX gedreht und zwischen dem 15. September und 17. November 2015 in den USA erstmals ausgestrahlt. Unmittelbar nach dem Staffelfinale wurde bekannt, dass die Serie wegen schwacher Quoten nicht für eine zweite Staffel verlängert werden würde und somit eingestellt ist.
Die deutschsprachige Erstveröffentlichung erfolgt seit dem 8. März 2020 wöchentlich auf dem deutschen Free-TV-Sender Joyn Primetime.

## Handlung
Im frühen 14. Jahrhundert kämpft der walisische Krieger Wilkin Brattle für die Armee von König Edward II. von England. Nach einer Vision legt Wilkin sein Schwert nieder und will fortan als Bauer leben. Wilkin heiratet, und die beiden erwarten ein Kind. Allerdings wird sein Leben durch die hohen Steuern fast unerträglich gemacht. Daher führt Wilkin von den Bürgern des Dorfes unter Druck gesetzt einen Überfall auf Baron Ventris aus. Aus Rache brennt dieser das Dorf nieder und tötet alle Frauen und Kinder. Nur Wilkins Frau Petra wird von den Soldaten verschont.

## Figuren

### Hauptfiguren
Wilkin Brattle: Ein walisischer Krieger, der nach einem besonders brutalen Kampf schwer verletzt auf dem Schlachtfeld liegend eine göttliche Botschaft durch ein Kind, das in einer Vision erscheint, empfängt und hierauf ein Gelübde ablegt und sein Schwert niederlegt. Wilkin will eigentlich versuchen, fortan gemeinsam mit seiner Frau als Bauer zu leben, doch wird er bald dazu gezwungen, sein Schwert erneut zu erheben und wird zum Scharfrichter und Henker der Unterdrücker; er wird zum punisher und zum bastard executioner. Diese Aufgabe ist weit blutiger, als die, die er als Krieger erfüllte, und Wilkin gerät bei dem Versuch sein Leben und sein Zuhause zu retten in ein moralisches Dilemma. Er muss Menschen foltern, um zu bekommen was er will und scheut sich auch nicht davor, die Haut seiner Opfer als Schriftrollen zu benutzen, um seinen Botschaften Nachdruck zu verleihen.
Annora of the Alders: Eine mysteriöse slawische Heilerin, die sich mit den Schwarzen Künsten beschäftigt und glaubt, Wilkin werde noch Großes leisten. Annora glaubt an seine Visionen, denn sie hörte einst die gleiche Stimme wie Wilkin auf dem Schlachtfeld. Sie dient Wilkin als Ratgeberin, versucht allerdings auch, ihn zu manipulieren und für ihre eigenen Zwecke zu instrumentalisieren.
Toran Prichard: Wilkins engster Freund ist ein starker und zynischer walisischer Bauer. Seinen Landsleuten gegenüber verhält er sich immer loyal, und er ist bereit, zu kämpfen, um sie vor jeglicher Ausbeutung zu beschützen. Toran ist der Ehemann von Eva Prichard und Vater von Rhys Prichard.
Baroness Lowry ‚Love‘ Aberffraw Ventris: Die walisische Adelige Lady Love ist so schön, höflich und hegt große Sympathie für ihre Landsleute, was sie wegen ihrer edlen Herkunft oft in einen Konflikt bringt. Lady Love ist die Lehnsherrin von Ventrishire.
Milus Corbett: Baron Ventris' kluge und ehrgeizige rechte Hand sorgt geschickt dafür, dass die Gesetze des Landes umgesetzt werden und ist der Kämmerer (Chamberlain) des Barons und sein engster Berater und Stratege. Milus Corbett wird nach dem Tod des Barons der Berater von Lady Love.
Isabel Kiffin: Die schüchterne und unschuldige Isabel war in ihrer Kindheit die Spielgefährtin von Lady Love, ist daher wie eine Schwester für sie und wird später zu ihrer persönlichen Dienerin und loyalen Vertrauten.
Jessamy Maddox: Sie wurde von ihrem unerbittlichen Ehemann, dem vormaligen Scharfrichter Gawain, missbraucht und hat dies nur ertragen, indem sie Fantasie und Realität verdreht.
Luca Maddox: Sohn von Gawain Maddox.
Petra Brattle: Wilkins Ehefrau wird von Ventris’ Soldaten, die das Dorf niederbrennen, verschont und gebärt inmitten des Infernos ein Kind.

### Nebenfiguren
Ludwig Von Zettel: Bekannt als The Dark Mute
Erik Ventris: Der Baron von Castle Ventris ist der Ehemann von Lady Love und wird von Toran getötet.

## Dreharbeiten
Die Dreharbeiten fanden in Wales statt und damit dem Schauplatz der Serie. Im Dorf Llanharan, nordwestlich von Cardiff, errichtete man eigens eine Kulisse mit einem Dorf und einer Burg, die im März 2015 fertiggestellt wurde. Die Finale Schlacht am Ende der ersten Staffel fand in der Nähe des Snowdon statt. Gebäude des frühen Mittelalters, wie das normannische Keep des Cardiff Castles finden sich in unmittelbarer Nähe des Hauptdrehortes.

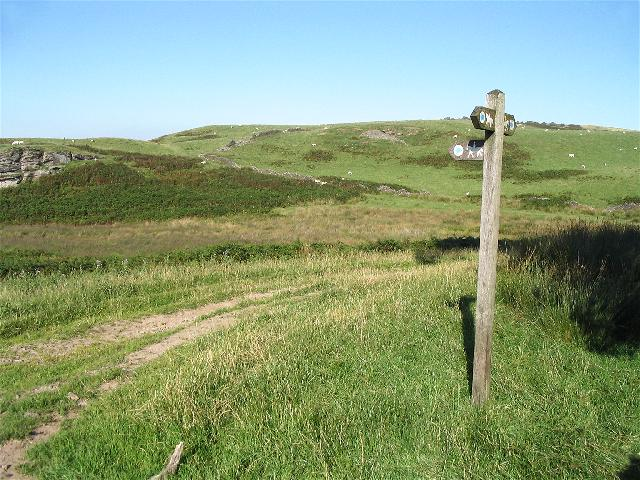
Wiesen um das Dorf Llanharan
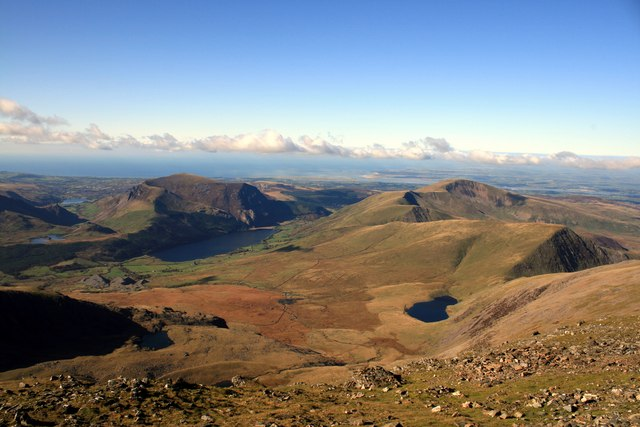
Blick vom Snowdon auf Mynydd Mawr und Moel Eilio
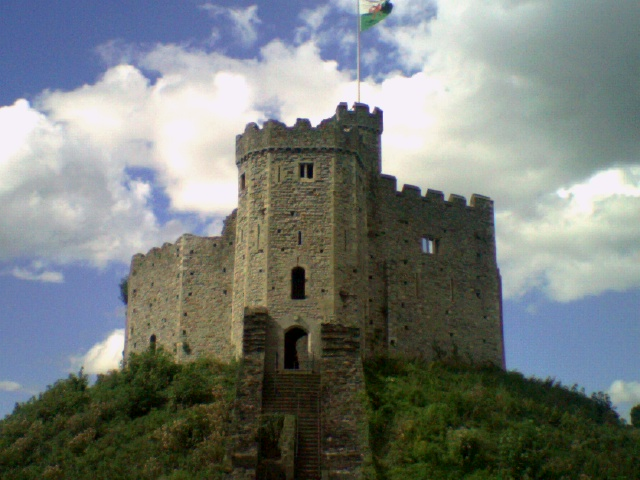
Der normannische Keep von Cardiff Castle

## Besetzung

### Hauptbesetzung
Der bis dahin nur aus einer kleinen Rolle als Synchronsprecher in der Animationsserie Magical Tales bekannte Lee Jones wurde für die Rolle des Wilkin Brattle verpflichtet. Die Rolle der Annora of the Alders besetzte Kurt Sutter mit seiner Ehefrau Katey Sagal, mit der er seit 2004 verheiratet ist. Regisseur Kurt Sutter selbst ist in der Rolle von The Dark Mute zu sehen.

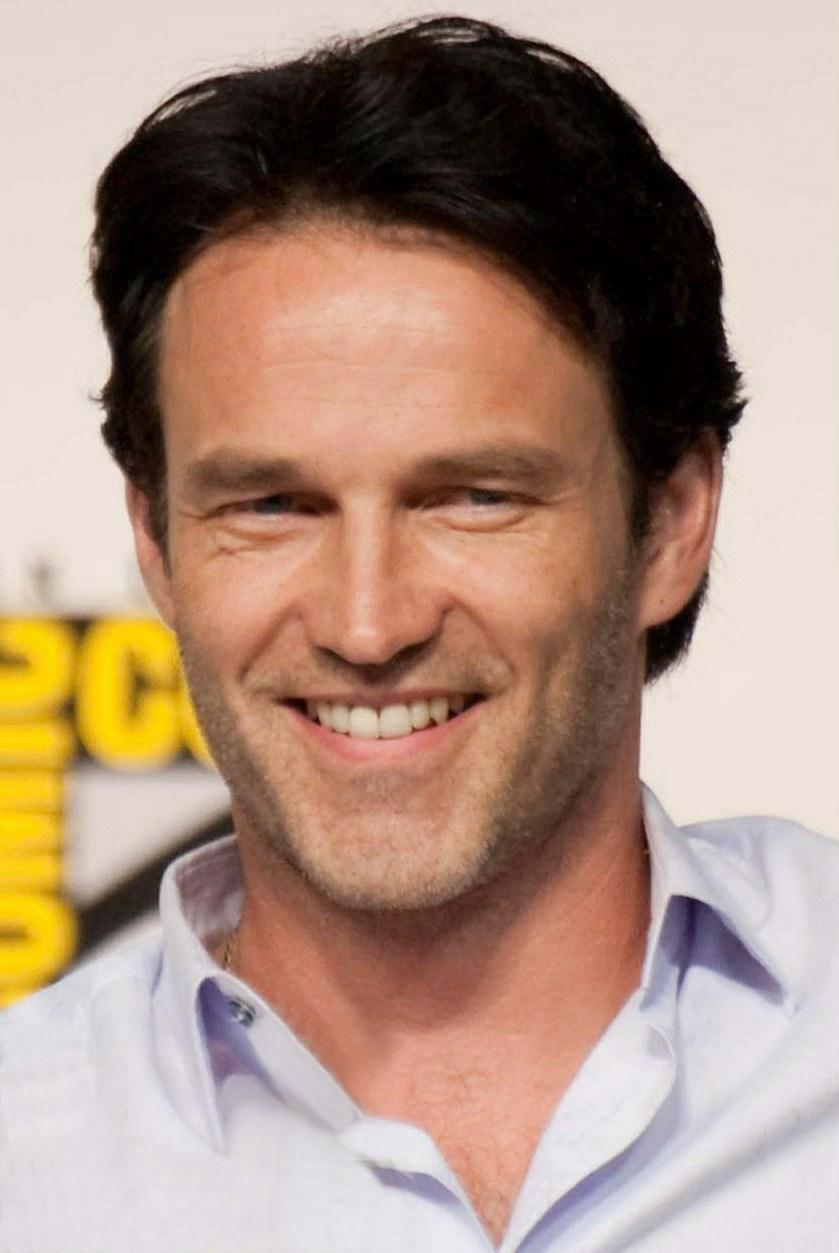
Stephen Moyer spielt Milus Corbett
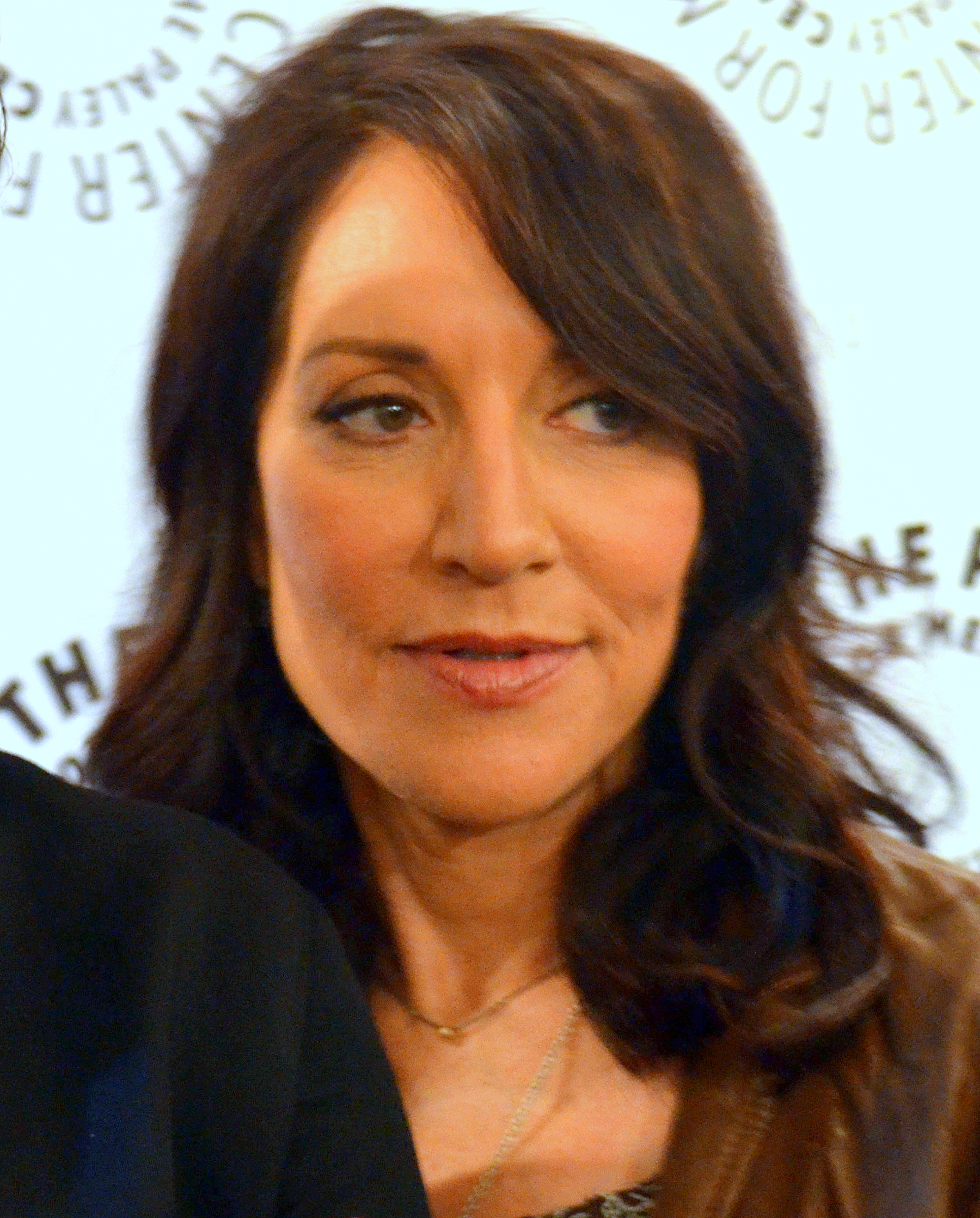
Katey Sagal spielt Annora of the Alders
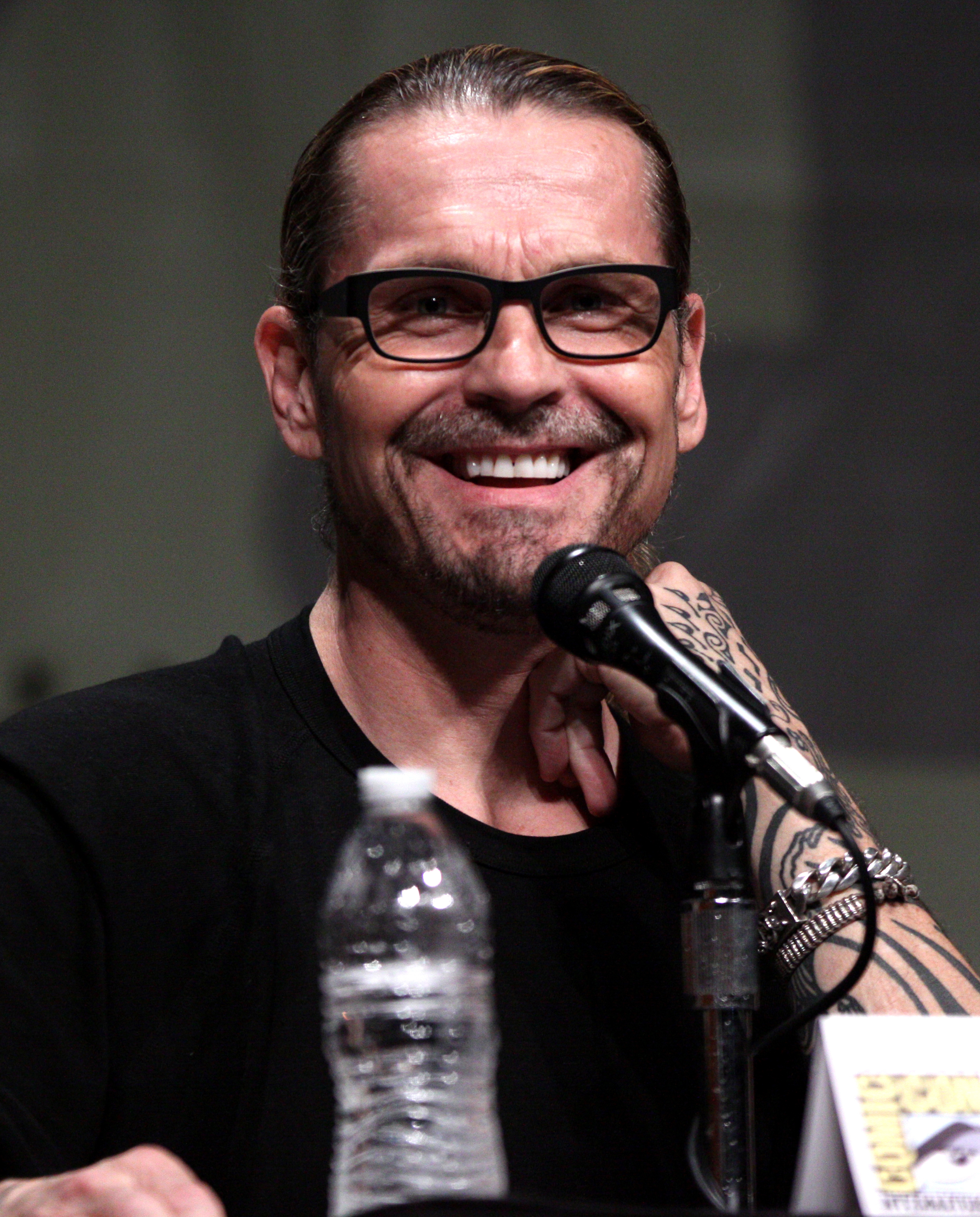
Kurt Sutter spielt The Dark Mute

### Nebenbesetzung
Der Darsteller Matthew Rhys, der in der Serie den Gruffudd y Blaidd verkörpert, ist gebürtiger Waliser. Der Sänger und Songwriter Ed Sheeran hat in fünf Folgen die Rolle von Sir Cormac übernommen.

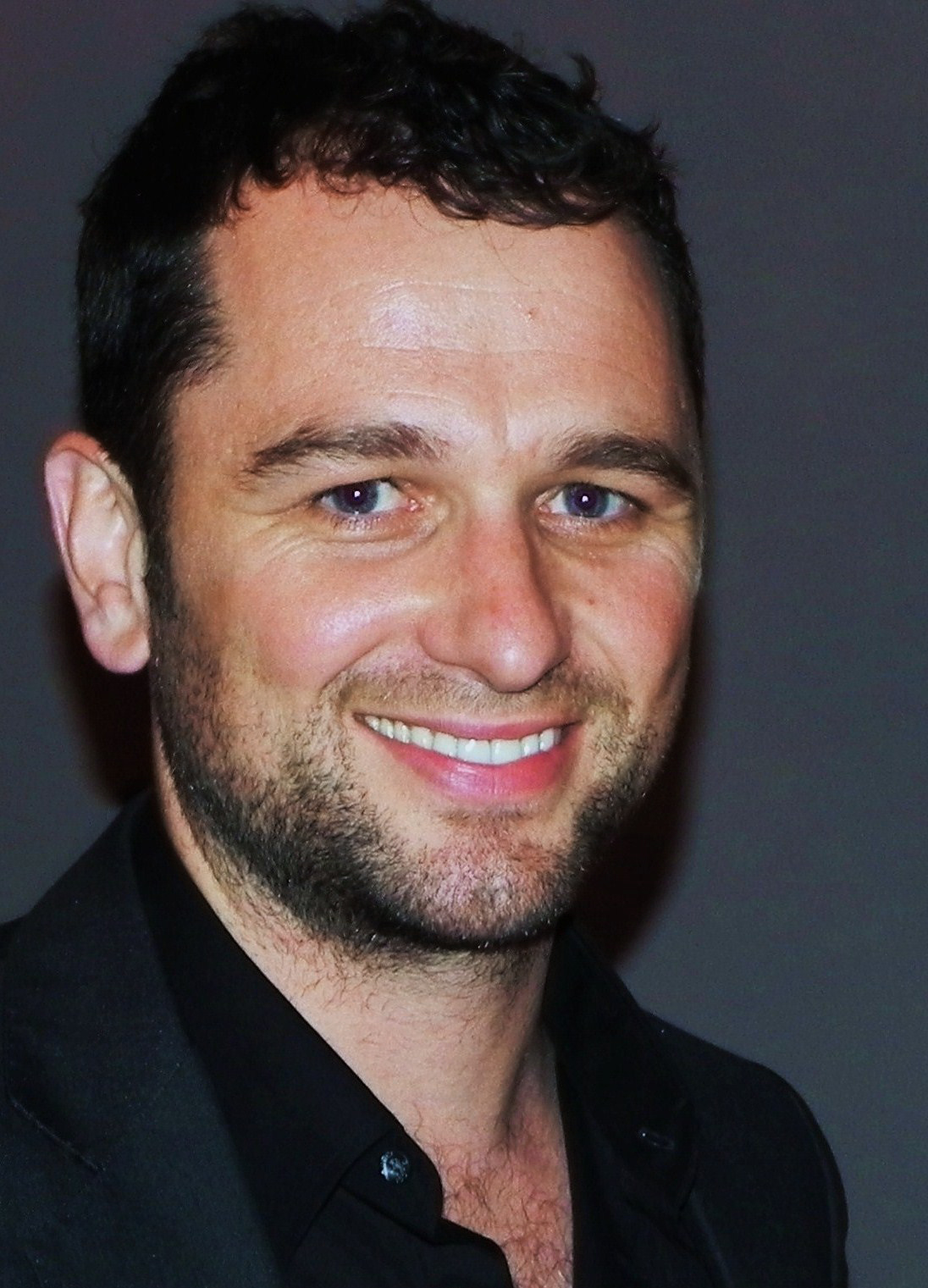
Matthew Rhys spielt Gruffudd y Blaidd
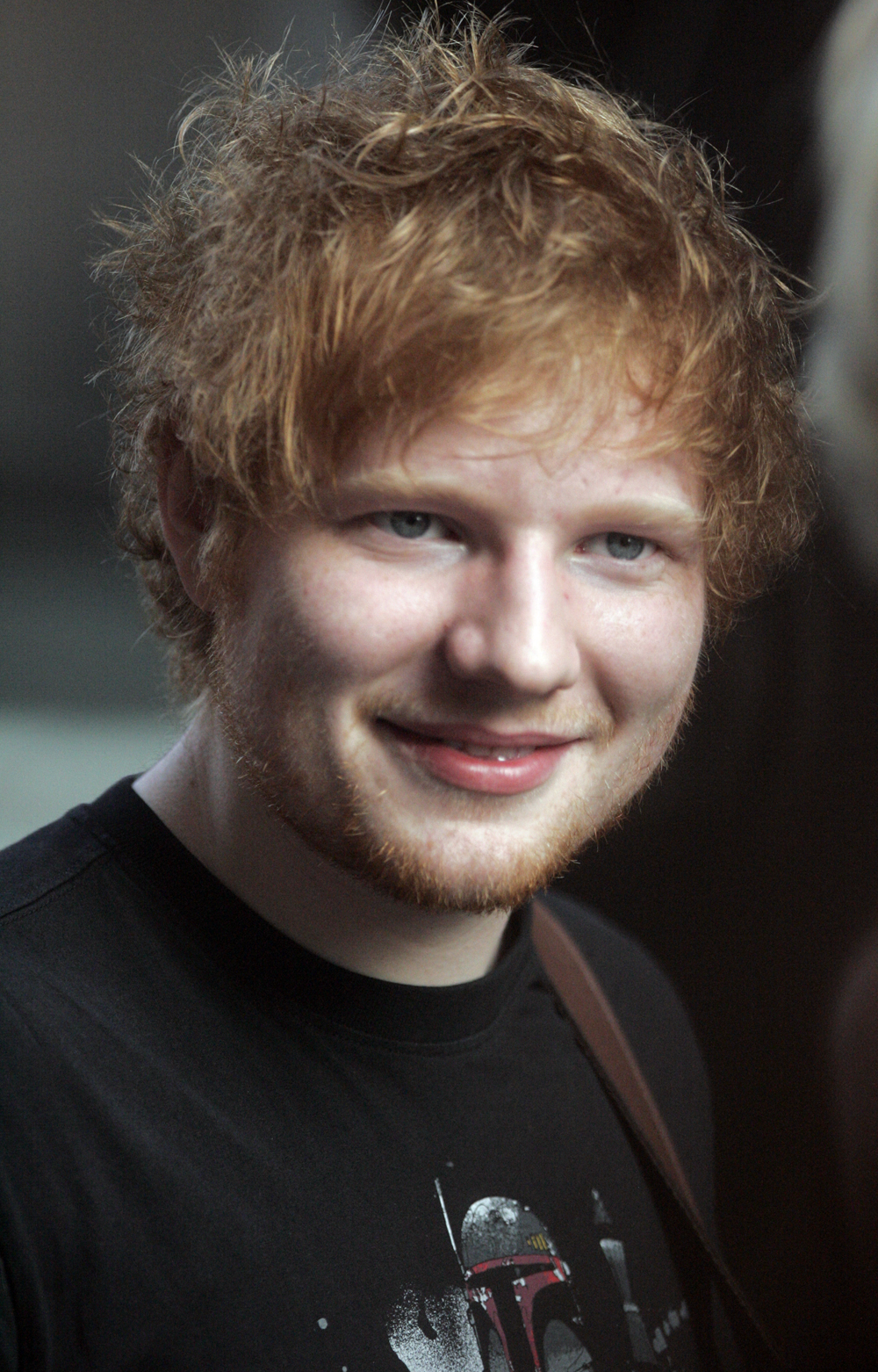
Ed Sheeran spielt Sir Cormac

## Rezeption
Tim Goodman von The Hollywood Reporter sagt: „The Bastard Executioner versucht eine sehr große Geschichte zu erzählen und das Publikum auf eine epische Reise mitzunehmen. [...] Die Besetzung ist groß, stark und mit genügend fein ausgestatteten Charakteren versehen, dass die Serie auch in den langatmigen Handlungsstränge nicht an Kraft verliert. Lee Jones besitzt hierbei als Hauptcharakter die Gabe, das Publikum durch die Serie zu führen und schafft es, dieses in seinen Bann zu ziehen, bis es versteht worum es in der Serie überhaupt geht. Auch wenn es für den Zuschauer anfangs schwierig ist, sich in die Handlung hineinzufinden, gewinnt er spätestens am Ende der zweiten Episode Klarheit über die Geschichte.“
Maureen Ryan von der Huffington Post zeigt sich hingegen nicht von der Serie gefesselt: „Abgesehen von den Momenten, in denen Stephen Moyer und ein paar Nebendarsteller auf dem Bildschirm zu sehen sind, schafft es die Serie nicht, in irgendeiner erinnerungswürdigen oder bedeutungswürdigen Weise zu zünden.“ James Poniewozik von The New York Times bemerkt, einiges in der Serie wirke im Vergleich mit Game of Thrones fast wie ein Mittelaltermarkt.

## Episodenliste
Die Originaltitel der Episoden werden in Englisch und Cymraeg angegeben.
| Nr. | Deutscher Titel            | Originaltitel                                 | Erstausstrahlung USA | Deutschsprachige Erstausstrahlung (D) | Regie           | Drehbuch                                  | Zuschauer (USA) |
| --- | -------------------------- | --------------------------------------------- | -------------------- | ------------------------------------- | --------------- | ----------------------------------------- | --------------- |
| 1   | Tödliche Geister           | Pilot (Part 1)                                | 15. Sep. 2015        | 8. März 2020                          | Paris Barclay   | Kurt Sutter                               | —               |
| 2   | Kreuz aus Blut             | Pilot (Part 2)                                | 15. Sep. 2015        | 15. März 2020                         | —               | —                                         | —               |
| 3   | Im Zeichen der Narzisse    | Effigy / Ddelw                                | 22. Sep. 2015        | 22. März 2020                         | Paris Barclay   | Kurt Sutter, Charles Murray               | —               |
| 4   | Königliche Bestien         | A Hunger / Newyn                              | 29. Sep. 2015        | 29. März 2020                         | Ciaran Donnelly | Curtis Gwinn                              | —               |
| 5   | Die Kunst der Wissenschaft | Piss Profit / Proffidwyr Troeth               | 6. Okt. 2015         | 5. Apr. 2020                          | Kari Skogland   | Roberto Patiño                            | —               |
| 6   | Dornen                     | Thorns / Drain                                | 13. Okt. 2015        | 12. Apr. 2020                         | Billy Gierhart  | John Barcheski, Kurt Sutter               | —               |
| 7   | Das Buch des Nazareners    | Behold the Lamb / Gweled yr Oen               | 20. Okt. 2015        | 19. Apr. 2020                         | Ashley Way      | Carly Wray, Kurt Sutter                   | —               |
| 8   | Geteilte Geheimnisse       | Broken Things / Pethau Toredig                | 3. Nov. 2015         | 26. Apr. 2020                         | Ciaran Donnelly | Ryan Scott                                | —               |
| 9   | Mörder und Henker          | The Bernadette Maneuver / Cynllwyn Bernadette | 10. Nov. 2015        | 3. Mai 2020                           | Paris Barclay   | Kurt Sutter, Roberto Patino, Curtis Gwinn | —               |
| 10  | Die Schlacht der Rosula    | Blood and Quiescence / Crau a Chwsg           | 17. Nov. 2015        | 10. Mai 2020                          | Ashley Way      | Kurt Sutter                               | —               |

## Trivia
Die Schauspielerinnen Sophie und Eloise Lovell Anderson sind Zwillinge. Die Schauspieler Callum und Ethan Griffiths sind Brüder.